# Robert Jensen
Robert Kjærby Jensen (Voorburg, 12 april 1973) is een Nederlandse radio-dj, televisiepresentator en complottheoreticus.

## Jeugd en opleiding
Jensen is een zoon van Walther Kjærby, de viceconsul van de Deense ambassade. Hij is een broer van radio-dj Frank Dane, die de naam Dane als pseudoniem gebruikt zodat het verband met zijn broer Robert minder snel wordt gelegd. 
Zijn lagere school volgde Jensen op de Willem-Alexanderschool in Voorburg, de middelbare school op het Huygenslyceum in Voorburg en zijn havo-diploma behaalde hij op het Haags Montessori Lyceum te Den Haag.

## Radiocarrière
Jensen begon in 1991 als technicus bij Radio Midvliet in Leidschendam. Arjen Zijlstra van Midvliet vond niet dat Jensen geschikt was om te presenteren, hij zei hierover: 'Het bestuur vond hem te grof, maar hij kon alles met bandrecorders en maakte de mooiste jingles - we gebruiken ze nog steeds'.
Na zijn schooltijd deed Jensen een radio-opleiding in Toronto (Canada). Terug in Nederland mocht hij bij Midvliet toch het programma 'Midvliet Gala' presenteren, een programma met rustige popmuziek. Na een paar maanden op de afdeling radioverkeersinformatie van de ANWB te hebben gewerkt, waar Jensen verkeersinformatie voorlas op de landelijke radio, klopte hij aan bij Radio West. Van 19.00 tot 21.00 uur mocht hij vanuit een studio op het Buitenhof een live-uitzending vullen.
Jensen werd ontdekt door Alfred Lagarde, die hem regelmatig meenam naar de Veronica uitzendingen op Radio 3. Unico Glorie, toenmalig radio directeur van Veronica, was onder de indruk van Jensen. Maar helaas voor Jensen had Unico geen plek voor hem in de programmering. Hierop maakte Jensen zijn entree bij de TROS, waar enkele stageplekken beschikbaar waren. Tussendoor liet Alfred Lagarde hem bij Veronica op Radio 3 af en toe invallen voor het programma Veronica's Oh, wat een nacht. Ook was Jensen medeproducer van het controversiële Radio 3-programma Shockradio van dj Rob Stenders.
Al gauw kwam er een plek vrij bij het toen net commerciële Radio Veronica toen Jeroen van Inkel naar de ochtend verhuisde. Jensen presenteerde vervolgens Jensens Avond-escapades (1995), De vrijdagavondkeet (1997 samen met Edwin Evers) en Robert Jensen (1996-1997, elke werkdag). In 1996 maakte Unico Glorie hem programmaleider van Hitradio Veronica.
In 1997 ontstond Jensen in de middag, waarbij Jeroen Kijk in de Vegte zijn entree maakte, evenals Jan Paparazzi (pseudoniem van Jan Zwart), die zo nu en dan aanschoof voor items met bekende Nederlanders. Jensen verruilde de middag voor de ochtend, en zo werd Jensen in de ochtend geboren. Jensen presenteerde dit samen met Kijk in de Vegte, Van Zanten, en Edwin Ouwehand (eddo) maakte hierbij zijn entree in dit programma. Jeroen van Inkel, die weer terug naar de middag ging, vertrok niet lang hierna naar Radio 538.
In 1999 nam Jensen 13 maanden een sabbatical. Zelf zei Jensen hierover op de radio: 'Ik had alles: een gaaf huis, een mooie auto en een lekker wijf. En nog belangrijker: de baan die ik altijd wilde hebben. Maar ik was helemaal niet gelukkig.' In de periode hiertussen namen Kijk in de Vegte, Van Zanten en Ouwehand het programma over, dat werd omgedoopt tot 'De ochtendkroeg'. Op 1 oktober 2000 keerde Jensen terug bij Veronica FM (dat in 2001 Yorin FM is gaan heten, wegens het vertrek van Veronica uit de HMG). Daarna verliet Ouwehand het programma en in 2002 werd Boris van Zonneveld producer van het ochtendprogramma.
Jensen begon op 3 februari 2003 bij Noordzee FM voor het programma Jensen in de middag, met als co-hosts Jan Paparazzi en Robert Feller. Op 10 maart 2004 vertrok hij weer bij Noordzee FM, omdat Jensen zich niet kon vinden in de uitgangspunten van de zender.
Op 1 juni 2004 keerde Jensen terug naar Yorin FM met zijn programma Jensen in de middag, na een aantal conflicten bij Noordzee FM met onder anderen Erik de Zwart en Gordon. Niet alleen als dj, hij was ook creatief directeur van Yorin FM en RTL FM, waar hij verantwoordelijk was voor de positionering en uitstraling. In januari 2006 werd Yorin FM verkocht aan SBS Broadcasting en de naam veranderde vanaf 18 april 2006 in Caz!. Jensen ging echter niet mee en besloot zich voorlopig op zijn televisiecarrière te richten, met het praatprogramma JENSEN!, dat destijds iedere werkdag van 22.30 tot 23.15 uur op RTL 5 te zien was.
Vanaf 2 augustus 2010 presenteerde Jensen, samen met sidekick Jan Paparazzi, op maandag tot en met vrijdag het ochtendprogramma op Radio Veronica met de titel JENSEN! van 6 uur tot 9 uur 's ochtends. Op 3 februari 2011 vertrok Robert Jensen onverwachts en per direct bij Radio Veronica. Sindsdien is hij niet meer op radio te horen geweest.

## Televisiecarrière
Robert Jensen maakte in 1995 zijn televisiedebuut in het programma Uhhh... Vergeet je tandenborstel niet! van Rolf Wouters. Daarin was hij voice-over maar verscheen hij ook regelmatig in beeld. In 1996 had Jensen een vast item in het Veronica-programma Trexx van Gijs Staverman en Floortje Dessing, waarin hij reclame maakte voor zijn radioprogramma, dat een paar uur later begon. Ook presenteerde Jensen in dezelfde periode de Top 100 aller tijden op Veronica.
In 2002 kreeg Jensen zijn eigen televisieprogramma JENSEN! op Yorin, waar hij samen met Jan Paparazzi bekende mensen ontving. Onder de gasten waren bekende Nederlanders, zoals Pim Fortuyn, Patty Brard, Kim Holland en Bart de Graaff, maar ook internationale sterren zoals Tommy Lee, Deepak Chopra, Char, Shakira, Johnny Knoxville, Lionel Richie, Kim Wilde, Jamie Oliver, Gordon Ramsay, Pink, Sugababes, Borat, Westlife, Snoop Dogg, Vanilla Ice, Enrique Iglesias en zangeres Fergie. Dit televisieprogramma won op 23 maart 2006 een prijs bij het televisieprogramma De hoofdprijs van BNN in de categorie infotainment.
Jensen was in 2006 samen met Jan Paparazzi deelnemer aan het TROS-spelprogramma Lingo van Lucille Werner.
In juni 2008 maakte Jensen bekend te willen stoppen met zijn televisieprogramma, maar in november 2009 begon Jensen aan een tijdelijke nieuwe reeks afleveringen op RTL 5, weer samen met Jan Paparazzi.
In april en mei 2010 presenteerde Jensen samen met Jan Paparazzi het amusementsprogramma Snafu tv op RTL 5. Vaste gasten in het programma waren Jaap Amesz en Kelly van der Veer.
In mei 2011 was de laatste aflevering van Jensen bij RTL 5 te zien. Vanaf 4 april 2013 presenteerde Jensen weer twee keer (later één keer) per week een tv-praatprogramma. Het programma werd uitgezonden op maandag 22.00 uur en donderdag 22.30 uur bij Veronica. De donderdaguitzending kwam later te vervallen vanwege tegenvallende kijkcijfers. Sidekick Jan Paparazzi was niet meer in zijn programma te zien, mede omdat hij destijds een middagprogramma maakte bij RADIONL.
In het najaar van 2016 presenteerde Jensen het programma Jensen kiest voor Amerika op RTL 5. In dit programma besteedde hij aandacht aan de Amerikaanse verkiezingen en hoe de Amerikanen over deze verkiezingen dachten.
In het voorjaar 2017 maakt Jensen voor RTL 5 het programma Jensen USA, waarin hij beroemde mensen uit Amerika interviewt.
In 2018 begon Jensen weer met nieuwe afleveringen van JENSEN! op RTL 5. Na zeven maanden verdween het programma weer van de buis, wegens te lage kijkcijfers.

## Internet
In 2018 startte hij zijn eigen podcast, de 'Jensenpodcast, voor het echte geluid'. De podcast werd genomineerd voor de Dutch Podcast Awards door BNR. Inmiddels heet het de Jensen Show, die niet alleen beluisterd, maar ook bekeken kan worden op zijn website jensen.nl of tot en met aflevering 304 op zijn YouTube-kanaal Jensen.
Jensen keerde zich in 2020 tegen het coronabeleid van de regering. Volgens Jensen is het virus niet veel gevaarlijker dan bijvoorbeeld het griepvirus van 2018, terwijl de maatregelen wel desastreuze gevolgen hebben voor de economie.Hij is sceptisch over de rol van de mens met betrekking tot de opwarming van de Aarde.

## Conflicten
Jensens aandeel op de radio zorgde soms voor commotie als het ging om uitspraken over bekende Nederlanders, of de provocerende houding van copresentator Jan Paparazzi tijdens bezoekjes aan showbizzfeesten. Vooral het programmadeel Telefoonterreur waarin Jan Paparazzi bekende Nederlanders stalkte wekte ergernis. Ook werden onbekende mensen gebeld door Jan Paparazzi. Een van de bekendste 'telefoonterreurs' is Jan, die zich voordeed als iemand van Nuon en het water wilde afsluiten bij een van zijn slachtoffers, waarbij Jan Paparazzi maffiapraktijken niet schuwde: Anders stuur ik de 24-uursploeg op je af en daar zitten een paar Joegoslaven tussen. En dat zijn niet de lekkerste kan ik je vertellen!

### Mylène de la Haye
Mylène de la Haye kwam tijdens het programma Jensen in de ochtend op Veronica FM ongevraagd de studio binnen met een paard voor haar televisieprogramma Te paard, te paard op RTL 5. Hierop ontstond een flinke woordenwisseling, waarop Jensen live Jaap Hofman (toenmalig programmadirecteur RTL 5) in de uitzending belde en vroeg of hij aan De la Haye kon vragen of ze uit de radiostudio wilde vertrekken. Een van de bekendste quotes van Jensen uit dat radiomoment is: Mylène ga weg, ga weg. Mylène ga alsjeblieft, ga dat paard pijpen buiten! Kom op, opgerot nu!

### Patty Brard & Jose Hoebee
In 1997, tijdens De vrijdagavondkeet (een programma dat Jensen samen met Edwin Evers presenteerde) werden Patty Brard en José Hoebee op de radio telefonisch met elkaar doorverbonden. Beide dames hadden toen al jarenlang een conflict met elkaar. Het leek er toen nog op dat Jensen en Brard door één deur konden, maar kort na dit radiomoment wekte Brard op een showbizzfeestje de suggestie dat Jensen misschien wel homoseksueel zou kunnen zijn. Dit verhaal zou ze exclusief aan een roddelblad hebben verteld. Jensen voelde zich door Brard bedrogen en zo ontstond er jarenlang moddergegooi op de radio tussen beiden. Pas in 2002 toen Jensen zijn tv-programma JENSEN! startte, waarbij Brard zijn allereerste gast was, werd de ruzie bijgelegd.

### Noordzee FM
Begin 2003 stapte Jensen over naar radiozender Noordzee FM, waar hij Jensen in de middag ging presenteren. Dit deed hij samen met Jan Paparazzi en Robert Feller. Noordzee FM besloot vanwege de Zerobase-etherfrequentieveiling in datzelfde jaar het format weer aan te passen. Ze hadden de frequenties van Sky Radio overgenomen en wilden meer op dit station gaan lijken. Jensen vond zich niet meer bij het station passen en meldde zich eind 2003/begin 2004 regelmatig ziek. In maart 2004 vertrok hij, samen met Jan Paparazzi en Robert Feller, definitief bij Noordzee FM.

### Maarten Spanjer
In het radioprogramma van Jensen werd Maarten Spanjer vaak opgebeld door Jan Paparazzi voor diverse items, zoals de grote kerstspecial, de herfstspecial, de EK-special 2004 en de verjaardagsspecial. Spanjer was hier niet van gediend en liet zich vaak op de kast jagen. Met Jensen kon hij het iets beter vinden, maar hij wilde pas in zijn televisieprogramma komen als er 5000 euro zou worden neergelegd voor het geven van een interview.

### Bassie
Bas van Toor werd tot maart 2005 geïmiteerd in het radioprogramma 'Jensen in de middag'. De stem van deze imitatie-Bassie was zo treffend, dat Bassie er zelf voor werd aangezien. Ook waren de uitspraken van deze Bassie erg grof van aard, een van die grove uitspraken was 'Adriaantje teringlijer'. De echte Bassie werd nageroepen op straat. Jan Paparazzi belde hierop Bassie zelf op, om het uit te praten in het tv-programma JENSEN!. Uiteindelijk is Jensen met deze imitatie gestopt. Wie de imitator van Bassie is geweest werd destijds niet bekendgemaakt, echter meenden diverse bronnen dat het Frank Evenblij zou zijn. Evenblij zou eveneens verantwoordelijk zijn voor de imitaties van René Froger, Reinout Oerlemans en Hanna Tokkie. In de uitzending van 14 juli 2007 van De zomer draait door bevestigde Frank Evenblij zijn Bassie-imitaties.

### Viola Holt
Begin 2006 diende Viola Holt een aanklacht in tegen Jensen, omdat hij volgens haar denigrerende opmerkingen zou hebben gemaakt in zijn praatprogramma JENSEN! en in zijn radioprogramma. Holt heeft het Openbaar Ministerie laten onderzoeken of het mogelijk is om een strafzaak te beginnen tegen de presentator. Aanleiding voor haar was de vaste grap binnen het programma waarin Holt centraal stond. Jensen verwees regelmatig naar Holt als een 'dik iemand in beeld' komt.
Holt zei depressief te zijn geworden door Jensen en wilde hierover een boek schrijven, genaamd Het Jensen-effect.

## Persoonlijk
Jensen is een broer van radio-dj en televisiepresentator Frank Dane.